# Jetis Kidul
Jetis Kidul is een bestuurslaag in het regentschap Pacitan van de provincie Oost-Java, Indonesië. Jetis Kidul telt 1279 inwoners (volkstelling 2010).